# Corona Tape II
Corona Tape II – Attacke ins Glück ist das 16. Studioalbum der Deutschrock-Band Frei.Wild aus Brixen in Südtirol. Es erschien am 2. Oktober 2020 über das Label Rookies & Kings als Standard-Edition sowie als Boxset, in der zwei zusätzliche Titel enthalten sind.

## Covergestaltung
Das Albumcover ist eine Fortsetzung zum ersten Corona Tape, das eine Illustration des Coronavirus zeigt. Auf dem Cover des Corona Tape II ist die linke Faust von Philipp Burger in Grautönen abgebildet, die durch dieses Virus schlägt. Links oben im Bild befinden sich die beiden schwarzen Schriftzüge Frei.Wild und Attacke ins Glück sowie der Titel Corona Tape II in Rot.

## Titelliste
CD
1. Planet voller Affen – 4:02
2. Attacke ins Glück – 3:36
3. Alle Menschen sind gleich – 4:08
4. Die nur nach fremden Sünden fischen – 3:39
5. Ciao Bella, Ciao – 4:08
6. Ich und mein Scheiss – 3:52
7. Lassen wir die Welt nich allein – 3:28
8. Geile Heimat – 4:40
9. Gladiator und Draufgänger – 4:26
10. Wecke deinen Helden auf – 3:48
11. Nur Gott richtet mich – 3:16
12. Sei du dein Lieblingslied – 4:51

Box Bonus
1. Mit dem Herz eines Adlers – 4:19
2. Meine Augen durch deine Augen – 4:34

## Chartplatzierungen
Das Corona Tape II stieg am 9. Oktober 2020 auf Platz zwei in die deutschen Albumcharts ein und konnte sich fünf Wochen in den Top 100 halten. In den deutschen Album-Jahrescharts 2020 belegte es Rang 62.
| ChartsChartplatzierungen | Höchstplatzierung | Wochen |
| ------------------------ | ----------------- | ------ |
| Deutschland (GfK)        | 2 (5 Wo.)         | 5      |
| Österreich (Ö3)          | 7 (1 Wo.)         | 1      |
| Schweiz (IFPI)           | 22 (2 Wo.)        | 2      |